# دائرة إيفرحونن
دائرة إيفرحونن إحدى دوائر ولاية تيزي وزو.
مقرها إيفرحونن.
تبلغ مساحتها 84.4725 كم² يقطنها 28,167 نسمة.
وتضم كل من بلديات :
- إيفرحونن
- أمسوحال
- إليلتن

## مواضيع ذات صلة
- دوائر ولاية تيزي وزو
- بلديات ولاية تيزي وزو